# Nový Malín
Nový Malín (in tedesco Frankstadt an der Mährischen Grenzbahn) è un comune della Repubblica Ceca facente parte del distretto di Šumperk, nella regione di Olomouc.